# Habib ibn Salim ar-Raʿi
Abu Halim Habib ibn Salim ar-Raʿi (arabisch أبو هلم حبيب بن سالم الراعي, DMG Abū Halim Ḥabīb b. Sālim ar-Rāʿī) war einer der bedeutendsten Sufis (islamischer Mystiker) im 7. Jahrhundert.
Er übernahm nach Uwais al-Qarani und Salmān al-Fārisī die Aufgabe, den Anhängern Uwaisis auf dem Gebiet der innerlichen Erkenntnis des Islam zu unterrichten.
In der Chronologie der Oveyssi Meister (Maktab Tarighat Oveyssi Shahmaghsoudi) steht er an der dritten Stelle nach Uwais al-Qarani und Salmān al-Fārisī.
| Personendaten    | Personendaten                      |
| ---------------- | ---------------------------------- |
| NAME             | Habib ibn Salim ar-Raʿi            |
| ALTERNATIVNAMEN  | Abu Halim Habib ibn Salim ar-Raʿi  |
| KURZBESCHREIBUNG | islamischer Mystiker               |
| GEBURTSDATUM     | 6. Jahrhundert oder 7. Jahrhundert |
| STERBEDATUM      | 7. Jahrhundert oder 8. Jahrhundert |